# Stara Riga
Stara Riga  ili Vecrīga je povijesno i zemljopisno središte Rige, Latvijske prijestolnice. Nalazi se na desnoj obali rijeke Daugave. Obuhvaća relativno mali sustav unutrašnjeg utvrđenja, građenog između 13. i 18. stoljeća. U ovom dijelu Rige nalazi se najveći broj znamenitosti, od kojih je svakako najpoznatija Crkva sv. Petra. Povijesno središte Rige je upisano na UNESCO-ov popis mjesta svjetske baštine u Europi, jer ima najveći broj građevina u stilu secesije (jugendstila) u Europi.
Najznačajnije građevine u Staroj Rigi su:
- Riški dvorac
- Crkva sv. Petra
- Veliki i mali cehovski dom
- Tri brata
- Kuća Crnoglavih
- Riška katedrala
- Barutna kula
- Akademija znanosti
- Оpera
- Katedrala Svete Marije
- Centralna tržnica
- Sat Lajma
- Švedska vrata
- Crkva Aleksandra Nevskog

## Secesija
Građevine u stilu secesije pravo su obilježje Rige i dovele su je na listu svjetske baštine. U Rigi se ovaj stil zove "Art Nouveau", jer inspiraciju nalazi u Francuskoj, za razliku od Hrvatske i okolnih zemalja, gdje ovaj stil dolazi iz Austije tj. Beča, pod nazivom "secesija". Još jedan od naziva je Jugendstil.
Ovaj stil, koji označava i sve druge pravce umjetnosti s kraja 19. i početka 20. stoljeća, dominirao je u Rigi kratko, ali je ostavio veoma mnogo kvalitetnih građevina. Ovo se događalo u razdoblju gradnje visokih stambenih zgrada. Secesija se razvija iz prethodnih stilova, najviše eklektičnog stila. Kao kontrast, secesija dozvoljava potpunu umjetničku slobodu, ekspresionističko djelovanje, kao i tendenciju k davanju umjetničke vrijednosti svakom elementu gradnje. Karakteristike secesije - krive linije, geometrijski ornamenti - podijeljene su na dva glavna pravca u Rigi: dekorativni i nacionalno-romantičarski. Najkarakterističnije građevine ovog stila nalaze se u Albertovoj ulici i gradio ih je Mihail Ejzenštejn (latvijski: Eizenšteins), otac poznatog filmskog redatelja Sergeja Ejzenštejna.

### Albertova ulica
Albertova ulica se prvi puta spominje 1900. godine, a naziv dobiva po povijesnom osnivaču Rige, Biskupu Albertu. Nedugo zatim počela je planska gradnja, koja je stvorila neke od najvećih i najljepših zgrada napravljenih u stilu secesije.
Na početku dvadesetog stoljeća, Riga je bila kulturni i trgovinski centar, koji se mogao nositi s rivalima iz Zapadne Europe. Ove zgrade nisu oslikavale samo ustreptalost i ambicije Rige, već i snagu njenih arhitekata na čelu s Mihailom Ejzenštejnom.
Albertova ulica također nestaje iz svijesti stanovništva, jer 1941. Sovjeti mijenjaju naziv u ulicu Frica Gajla, komunističkog aktivista, koji je, prema sovjetskoj literaturi, bačen s prozora zgrade na broju 13. Njemački okupatori daju ulici ime ulica Holandera, a ni do dan danas nije jasno na koga se ovaj naziv odnosio, ali se pretpostavlja da su u pitanju akademici Albert i Bernard. Mnogi veličanstveni primjeri jugendstila odnešeni su tijekom Drugog svjetskog rata u Njemačku. Kada su se Nijemci povukli, a Sovjeti ponovo izvršili okupaciju, naziv "ulica Frica Gajla" se vraća, a naziv "Albertova ulica" pada u zaborav. Godinu dana prije proglašenja nezavisnosti, 1990., vraćen je stari naziv, možda kao vjesnik ili nada da će ulica povratiti staru slavu nakon pola stoljeća nemara.
Iako je mnogo povijesnih zgrada stradalo u Rigi, mnogo više je preživjelo čak i nalet bezrazložnog rušenja iz sovjetskog vremena. Premda u ulici jedne do drugih stoje moderne građevine i one iz 15. stoljeća, kuće u ovoj ulici i one poput njih širom Rige su možda najveći postojeći primjer naslijeđa njemačke arhitekture tog vremena.

## Drvena arhitektura
Arhitektura drvenih zgrada igra izuzetno važnu ulogu u urbanoj sredini Rige. Za razliku od drugih europskih gradova, u Rigi se ovaj pravac razvija skoro do Drugog svjetskog rata. Za uzvrat, Latvija nije iskusila val modernizma koji je prošao kroz Zapadnu Europu tijekom 1960-ih i 1970-ih. Kako je vrijeme prolazilo, sve manje ljudi željelo je živjeti u drvenim kućama. Međutim, u posljednje vrijeme broj ljudi koji žele te kuće renovnirati i živjeti u njima je u porastu.
Očuvane su pojedinačne zgrade iz 18. stoljeću u ulici Daugavrivas, blokovi Kleistu, Hartmana, Nordeku i Depkina, kao i kuće ribara i brodara izgrađene početkom 19. stoljeća, koje su također spomenici narodne arhitekture. Porast gradnje drvenih kuća javlja se u drugoj polovici 19. stoljeća i početkom 20. stoljeća. Mnogi su latvijski arhitekti započeli svoje djelovanje u to vrijeme; njihov rad, zajedno s dostignućima stranih arhitekata, definirao je izgled grada. Mnogi unutrašnji detalji također su sačuvani, kao što su stepenice ili interijeri stanova. Velika većina ovih građevina odlično je očuvana. Takva arhitektura je jedinstveni fenomen Rige i ne može se sresti na drugim mjestima.

### Bulevarski krug
Sredinom 19. stoljeća kamene utvrde grada su postale nepotrebne i sprječavale su daljnji razvoj. Ruske vlasti su 1856. poništile status ovih zidova i naredile uklanjanje te se kao rezultat pojavljuje prazan prostor na njihovom mjestu.
Arhitekti Felsko i Dice razvili su ideju za poboljšanje ovog dijela grada: stvoreno je otprilike 300 do 400 metara zemlje pokrivene ukrasnim zelenilom, parkom i gradskim kanalom. Kasnije je ovo područje prošireno dodavanjem Vermanes vrtova i postavljanjem bulevarskih traka od lipinog cvijeća. U ovom su kraju sagrađene grade od državnog značaja. Danas je bulevarski krug prava oaza Rige 21. stoljeća.
- Kuća crnoglavih
- Burza
- Zgrada u stilu Art Nouveau
- Zgrada u stilu Art Nouveau
- Umjetnička akademija
- Tržnica u Rigi

## Vanjske poveznice
- Multimedijalni obilazak Stare Rige